# Harpalitae
Los harpalitos (Harpalitae) son una supertribu de coleópteros adéfagos  perteneciente a la familia Carabidae. 

## Taxonomía
Más de 13 000 especies en 32 tribus y 90 géneros.
- Acupalpus Latreille, 1829 i c g b
- Agonoleptus Casey, 1914 i c g b
- Agonum Bonelli, 1810 i c g b
- Agra Fabricius, 1801 i c g b
- Amblygnathus Dejean, 1829 i c g b
- Amerinus Casey, 1884 i c g b
- Amphasia Newman, 1838 i c g b
- Anchomenus Bonelli, 1810 i c g b
- Anchonoderus Reiche, 1843 i c g b
- Anisodactylus Dejean, 1829 i c g b
- Apenes LeConte, 1851 i c g b
- Apristus Chaudoir, 1846 i c g b
- Athrostictus Bates, 1878 i c g b
- Atranus LeConte, 1847 i c g b
- Axinopalpus LeConte, 1846 i c g b
- Aztecarpalus Ball, 1970 i c g b
- Badister Clairville, 1806 i c g b
- Bradycellus Erichson, 1837 i c g b
- Calathus Bonelli, 1810 i c g b
- Calleida Latreille, 1824 i c g b
- Colliuris De Geer, 1774 i c g b
- Coptodera Dejean, 1825 i c g b
- Cratacanthus Dejean, 1829 i c g b
- Cylindronotum Putzeys, 1845 i c g b
- Cymindis Latreille, 1805 i c g b
- Dicaelus Bonelli, 1813 i c g b
- Dicheirotrichus Jacquelin du Val, 1855 i c g b
- Dicheirus Mannerheim, 1843 i c g b
- Diplocheila Brullé, 1835 i c g b
- Discoderus LeConte, 1853 i c g b
- Dromius Bonelli, 1810 i c g b
- Ega Laporte de Castelnau, 1835 c g b
- Elliptoleus Bates, 1882 i c g b
- Eucaerus LeConte, 1853 i c g b
- Eucheila Dejean, 1829 i c g b
- Euphorticus G. Horn, 1881 i c g b
- Euproctinus Leng & Mutchler, 1927 i c g b
- Euryderus LeConte, 1846 i c g b
- Galerita Fabricius, 1801 i c g b
- Geopinus LeConte, 1847 i c g b
- Harpalobrachys Tschitschérine, 1899 i c g b
- Harpalus Latreille, 1802 i c g b
- Hartonymus Casey, 1914 i c g b
- Helluomorphoides Ball, 1951 i c g b
- Hyboptera Chaudoir, 1873 i c g b
- Lachnophorus Dejean, 1831 i c g b
- Laemostenus Bonelli, 1810 i c g b
- Lebia Latreille, 1802 i c g b
- Leptotrachelus Latreille, 1829 i c g b
- Metacolpodes Jeannel, 1948 i c g b
- Microlestes Schmidt-Göbel, 1846 i c g b
- Mochtherus Schmidt-Göbel, 1846 i c g b
- Nemotarsus LeConte, 1853 i c g b
- Notiobia Perty, 1830 i c g b
- Olisthopus Dejean, 1828 i c g b
- Onota Chaudoir, 1873 i c g b
- Ophonus Dejean, 1821 i c g b
- Oxypselaphus Chaudoir, 1843 i c g b
- Paranchus Lindroth, 1974 i c g b
- Pelmatellus Bates, 1882 i c g b
- Pentagonica Schmidt-Göbel, 1846 i c g b
- Perigona Laporte, 1835 i c g b
- Philodes LeConte, 1861 i c g b
- Philophuga Motschulsky, 1859 i c g b
- Philorhizus Hope, 1838 i c g b
- Phloeoxena Chaudoir, 1870 i c g b
- Piosoma LeConte, 1847 i c g b
- Platynus Bonelli, 1810 i c g b
- Plochionus Dejean, 1821 i c g b
- Pogonodaptus G. Horn, 1881 i c g b
- Polpochila Solier, 1849 i c g b
- Pseudamara Lindroth, 1968 i c g b
- Pseudaptinus Laporte, 1834 i c g b
- Pseudomorpha Kirby, 1823 i c g b
- Rhadine LeConte, 1846 i c g b
- Selenophorus Dejean, 1829 i c g b
- Sericoda Kirby, 1837 i c g b
- Somotrichus Seidlitz, 1887 i c g b
- Stenolophus Dejean, 1821 i c g b
- Stenomorphus Dejean, 1831 i c g b
- Syntomus Hope, 1838 i c g b
- Synuchus Gyllenhal, 1810 i c g b
- Tanystoma Motschulsky, 1845 i c g b
- Tecnophilus Chaudoir, 1877 i c g b
- Tetragonoderus Dejean, 1829 i c g b
- Tetraleucus Casey, 1920 i c g b
- Thalpius b
- Trichotichnus Morawitz, 1863 i c g b
- Xestonotus LeConte, 1853 i c g b
- Zuphium Latreille, 1805 i c g b

Fuentes: i = ITIS, c = Catalogue of Life, g = GBIF, b = Bugguide.net